# Winchesterská katedrála
Winchesterská katedrála je jednou z největších katedrál Anglie, s nejdelší hlavní chrámovou lodí mezi gotickými katedrálami v Evropě (168 m). Je zasvěcena Nejsvětější Trojici, svatému Petrovi, svatému Pavlovi a svatému Swithunovi a je sídlem Winchesterské diecéze Anglikánské církve.

## Historie
Stavba první katedrály byla zahájena roku 642 na místě bezprostředně sousedícím s místem, kde stojí katedrála současná. Svatý Swithun, jeden z prvních biskupů Winchesterské diecéze, byl pohřben poblíž této stavby, později byly jeho ostatky přemístěny do katedrály a po výstavbě současné katedrály do ní. Původní stavba byla zbořena roku 1093.
Stavba nové katedrály byla zahájena roku 1079 a 8. dubna 1093 se mnichové přestěhovali, za účasti téměř všech anglických biskupů, do nové budovy. Nejstarší částí současné stavby je krypta, která pochází z počátku výstavby katedrály. Zde je pohřben Vilém II., syn Viléma I., zabitý nešťastnou náhodou při lovu v nedalekém New Forest. Roku 1202 byla zahájena stavba čtvercové hlavní věže, která nahradila původní věž, která se zřítila vlivem nestability základů zakotvených na podmočené půdě.
Dostavby pokračovaly i v pozdějším období. Ve 14. století byla provedena přestavba hlavní chrámové lodi a v 15. století byla postavena ubytovna pro velké množství poutníků ke hrobu Svatého Swithuna. Benediktinské převorství bylo zrušeno roku 1539, klášter a kapitula byly zbořeny ale katedrály se rušení anglických klášterů nedotklo.
V letech 1905 až 1912 probíhala, pod vedením T. G. Jacksona, obnova katedrály, která zahrnovala i známou záchranu budovy od zřícení. Některé podmáčené základy pod jižní a východní zdí byly vyztuženy potápěčem Williamem Walkerem, který stabilizoval základy více než 25 000 betonovými vaky, 115 000 betonovými bloky a 900 000 cihlami. Pracoval šest hodin denně v letech 1906 až 1912 v úplné tmě v úrovni 6 m pod zemí a jeho akce je považována za hlavní příčinu záchrany katedrály.
V současnosti je katedrála atraktivní pro příznivce Jane Austenové, která zemřela ve Winchesteru a je pohřbena v severní boční lodi. Kaple Zjevení páně je zajímavá mozaikovými okny navrženými Edwardem Burne-Jonesem. V katedrále se také nachází jediná diatonická sestava 14 zvonů na světě s nejtěžším zvonem o hmotnosti 1,83 tun.

## Odraz v kultuře
- V roce 1966 vydala skupina The New Vaudeville Band píseň Winchester Cathedral, kterou později přezpíval jako Chrám svatého Víta i Václav Neckář